# 吉山和希
吉山 和希（よしやま かずき、2007年7月4日 - ）は、日本の卓球選手。Tリーグは岡山リベッツ所属。

## 経歴
埼玉県出身。愛工大名電中から星槎国際高校に進学した。
兄の吉山僚一も卓球選手で、Tリーグの岡山リベッツに所属している。
2021年世界ユース最終選考合宿で2位となり、同学年の松島輝空とともに2021年世界ユース卓球選手権の日本代表に選出された。
2021年全日本卓球選手権大会カデットの部の14歳以下男子シングルスで優勝を果たした。
2015年以降、全日本卓球選手権大会ホープス・カブ・バンビの部では、いずれも松島輝空に準決勝や決勝で敗れ、涙をのんできた。
2025年の全日本卓球選手権大会ジュニアの部では、決勝で川上流星を退け優勝を果たした。

## 主な戦績
2015年
- 平成27年度全日本卓球選手権大会バンビの部 男子シングルス 準優勝

2016年
- 平成28年度全日本卓球選手権大会カブの部 男子シングルス 準優勝

2017年
- 平成29年度全日本卓球選手権大会カブの部 男子シングルス 準優勝

2018年
- 平成30年度全日本卓球選手権大会ホープスの部 男子シングルス 3位

2019年
- 2019年度全日本卓球選手権大会ホープスの部 男子シングルス 準優勝

2021年
- 第52回全国中学校卓球大会 男子シングルス 3位
- 2021年全日本卓球選手権大会カデットの部 14歳以下男子シングルス 優勝
- 世界ユース卓球選手権 U-19男子団体 銅メダル

2022年
- 世界ユース卓球選手権 Uｰ15男子シングルス 銅メダル、U-15男子ダブルス 銀メダル（谷本拓海ペア）U-15男子団体 銅メダル

2023年
- 世界ユース卓球選手権 Uｰ19男子団体 銀メダル

2024年
- 世界ユース卓球選手権 Uｰ19男子ダブルス 銀メダル（金佳温ペア）、Uｰ19混合ダブルス 銅メダル（面手凛ペア）

2025年
- 全日本卓球選手権大会ジュニアの部 優勝